# The Shaggs
The Shaggs est un groupe féminin américain de rock des années 1960, originaire de Fremont, dans le New Hampshire. Il est initialement composé de trois sœurs (une quatrième les rejoindra par la suite). L'unique album studio du groupe Philosophy of the World est sorti en 1969. Malgré son échec commercial, le groupe est resté connu. Le groupe s'est séparé après la mort de leur père, Austin Wiggin en 1975.

## Histoire du groupe
Le groupe a été formé en 1968 par les sœurs Wiggin (Betty, Dorothy et Helen) selon la volonté de leur père, Austin Wiggin. Pendant son enfance, sa mère lui avait prédit par chiromancie qu'il épouserait une femme aux cheveux blonds , qu'il aurait deux fils après qu'elle meure, et que ses filles formeraient un groupe de musique très en vogue. Alors que les deux premières prédictions s'étaient avérées, Austin fit tout pour que la troisième se réalise.
Ainsi il retira ses filles de l'école, leur acheta des instruments et leur fit suivre des cours de musique et de chant. Les sœurs qui n'avaient, pour leur part, jamais envisagé de former un groupe, se plièrent à l'autorité têtue de leur père. Finalement, elles étaient sur scène chaque samedi soir à la salle des fêtes de Fremont dans l'État du New Hampshire.
Le nom du groupe a été choisi par Austin, d'après une coupe de cheveux à la mode shag (coupe aux cheveux effilés), et en référence aux chiens dits shaggy (hirsutes) : le bobtail et le bearded collie. En 1969 le groupe publie un album de 12 titres nommé Philosophy of The World, l'album est très rapidement moqué par la critique.

## Membres du groupe
- Betty Wiggin Porter – Guitare
- Dorothy Wiggin Semprini – Guitare et chant
- Helen Wiggin – Batterie
- Rachel Wiggin – Basse

## Particularité du genre musical
La musique de The Shaggs a été décrite par Rolling Stone comme ressemblant à « La Famille des chanteurs Trapp (autobiographie familiale de Maria Augusta Trapp) lobotomisés ». Le groupe a par ailleurs été apprécié pour son travail brut, intuitif et un style d'écriture d'une honnêteté lyrique. L'album Philosophy of the World fut loué comme une œuvre d'art brut.
De nos jours, The Shaggs est perçu comme un groupe outsider innovant. Kurt Cobain a classé l'album Philosophy of the world en cinquième place sur sa liste des meilleurs albums et Frank Zappa a dit qu'elles étaient « meilleures que les Beatles ».

## Discographie

### Album studio
- Philosophy of the World (1969)

### Compilations
- Shaggs' Own Thing (1982)
- The Shaggs (1990) : intégralité des enregistrements studio, ressortie sous le nom Rev-ola en 2004

### Autres
- Better Than The Beatles - A Tribute to the Shaggs (2001)